# Gliese 673
Désignations
Gliese 673 est une étoile située à 25,2 années-lumière de la Terre dans la constellation d'Ophiuchus. Cette étoile est une voisine du système solaire.
C'est une naine orange de type spectral K7 V. Elle a une taille de 69 % et une luminosité de 12 % celle du Soleil.